# 千葉四美
千葉 四美（ちば よつみ、1949年7月22日 - ）は、岩手県出身の元騎手、元調教師。千葉博次調教師（岩手競馬・水沢）の弟。

## 来歴
1970年5月に騎手デビューし1984年に引退。通算432勝・重賞2勝・特別1勝の成績だった。
1985年4月8日に厩舎を開業し、その日に初勝利を収めた。1991年に厩舎からデビューしたモリユウプリンスが活躍。ライバルのトウケイニセイと幾多の好勝負を繰り広げ、数々のタイトルを獲得した。1996年、牝馬のマツリピロリットで不来方賞を制す。
1999年、中央競馬未出走馬のトーホウエンペラーが入厩、デビュー1年で桐花賞を制すると、翌年、朱鷺大賞典でダートグレード競走初制覇。デビュー丸2年となる2001年の東京大賞典を制し、晴れてGI（級）トレーナーとなり、NARグランプリ優秀調教師賞の表彰も受けた。翌年トーホウエンペラーでマイルチャンピオンシップ南部杯を制覇、念願の地元でのビッグタイトルの獲得となった。その後もナノテクノロジーで重賞を4勝するなど手腕を発揮している。
以後、トーホウエンペラーがきっかけで、「トーホウ」の冠名で知られる東豊物産とのつながりが強く、毎年何頭もの「トーホウ」の転入馬・新馬が厩舎に入ってくるようになる。
2007年、管理馬でトーホウエンペラー産駒のトーホウノゾミが2歳重賞の南部駒賞を勝利。トーホウエンペラー産駒の重賞初勝利となった上に、親子二代での岩手重賞勝利となった。
2009年、心臓を患い仙台市内の病院で手術。手術は成功して退院したものの、岩手競馬公式サイト2010年1月31日付のトピックスで、2009年12月31日をもって、定年を待たずに調教師を引退したことが発表された。

## 主な受賞歴
- 2001年度 NARグランプリ優秀調教師賞
- 2001年度 岩手競馬リーディングトレーナー

## 主な管理馬
- モリユウプリンス
  - 東北優駿、不来方賞、シアンモア記念、青藍賞（2回）、みちのく大賞典（2回）、北上川大賞典（2回）など
- トーホウエンペラー
  - 桐花賞、シアンモア記念、青藍賞（2回）、朱鷺大賞典、東京大賞典、名古屋大賞典、マイルチャンピオンシップ南部杯など
- ナノテクノロジー　
  - 若駒賞、不来方賞、ウインターカップ、金杯（水沢）
- マツリピロリット　
  - 不来方賞
- サイモンピュアー　
  - 2002年度岩手競馬最優秀2歳馬
- トーホウノゾミ　
  - 南部駒賞
- トーホウライデン　
  - 岩鷲賞、青藍賞

## 所属騎手
- 千葉淳志